# Lijst van Veghelaren

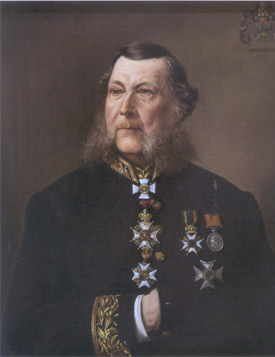
Jhr. mr. E.J.C.M. de Kuijper

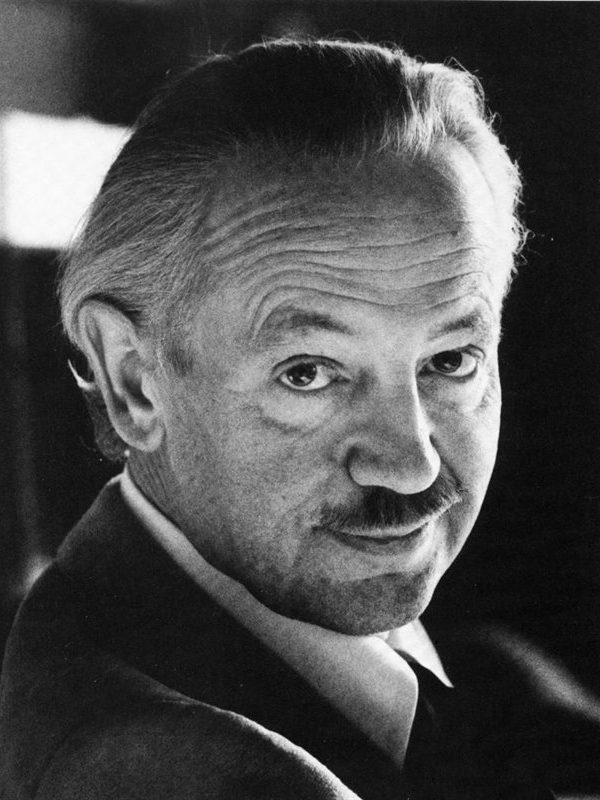
Ton Smits

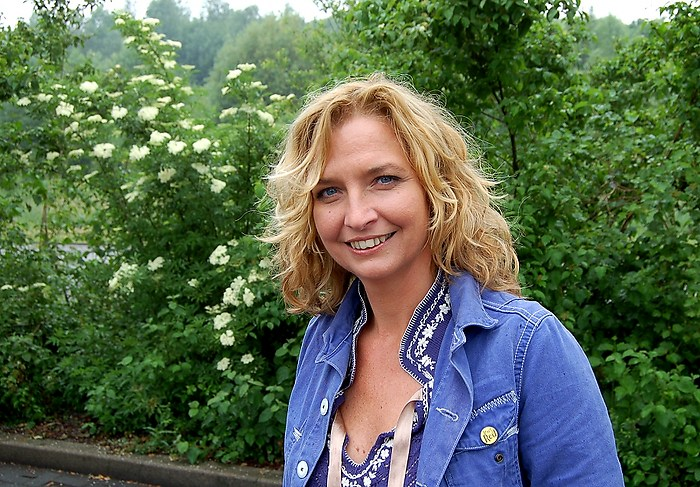
Hella van der Wijst

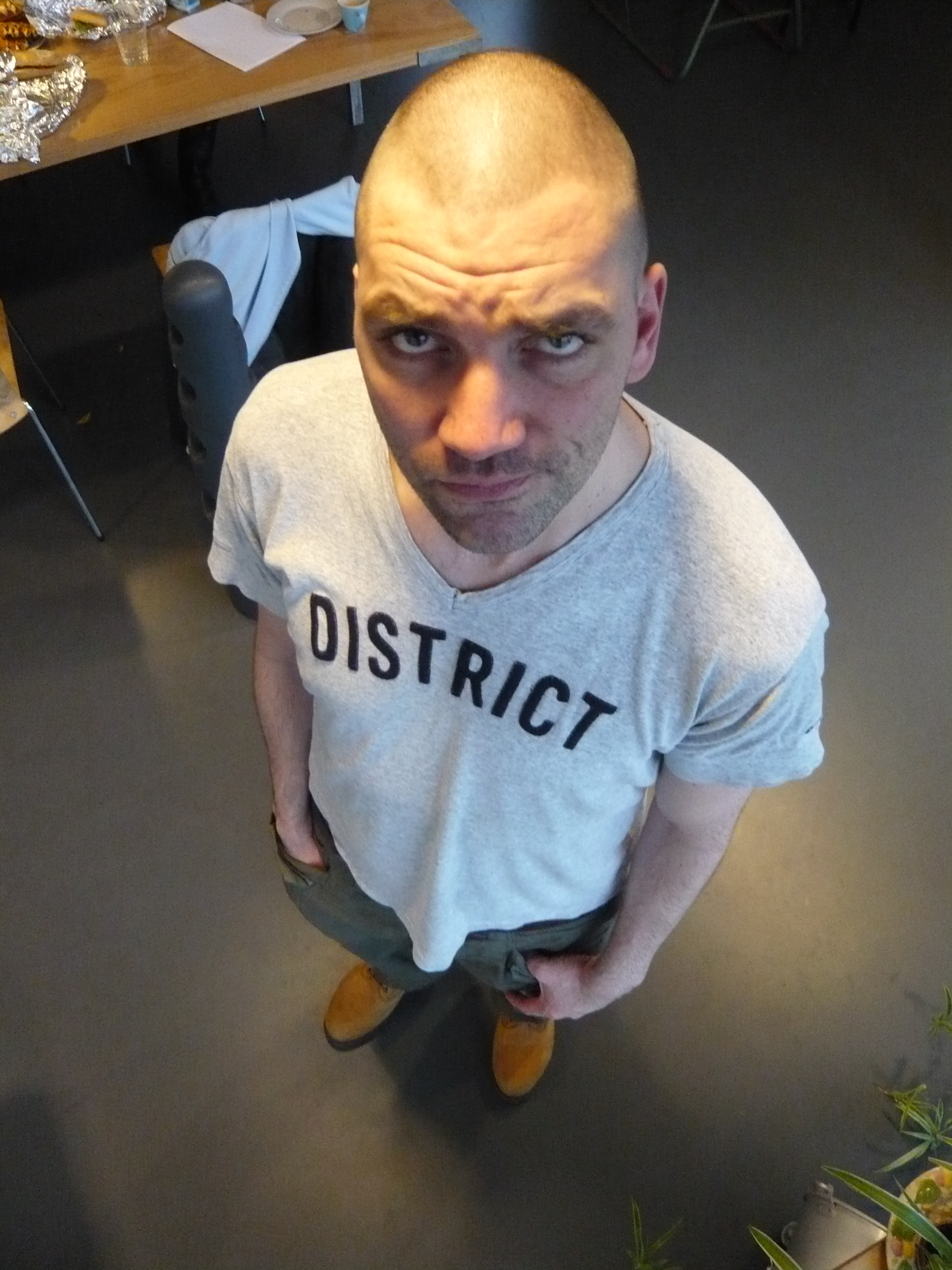
Theo Maassen

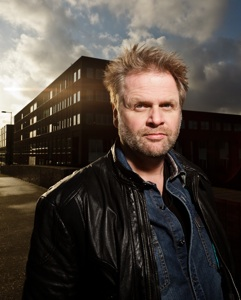
Patrick Stoof

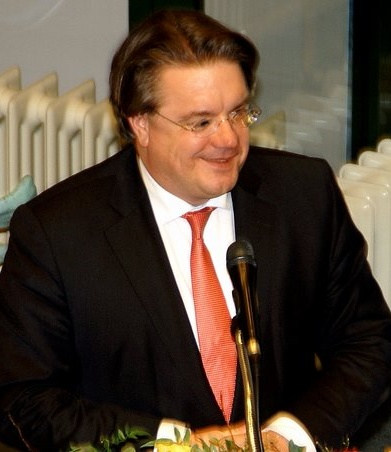
Wim van de Donk

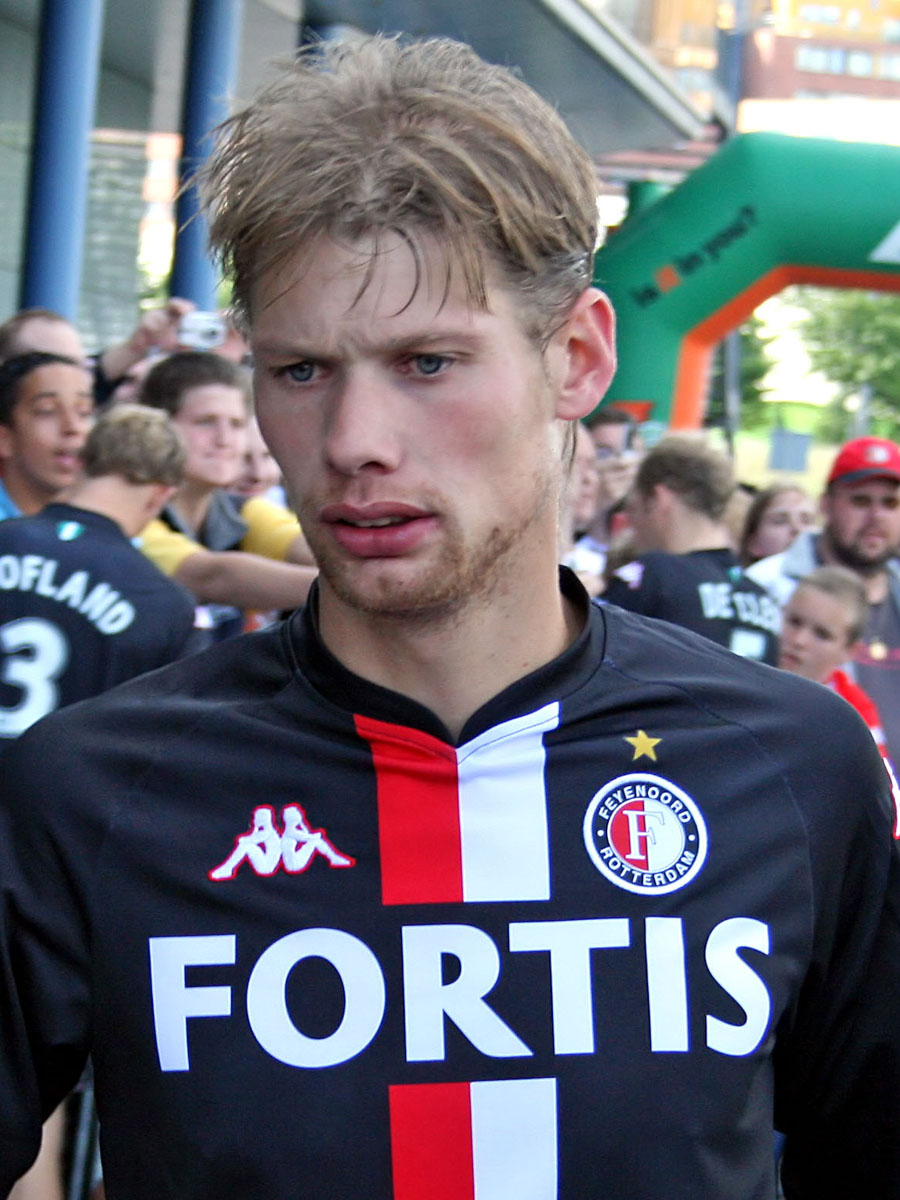
Theo Lucius

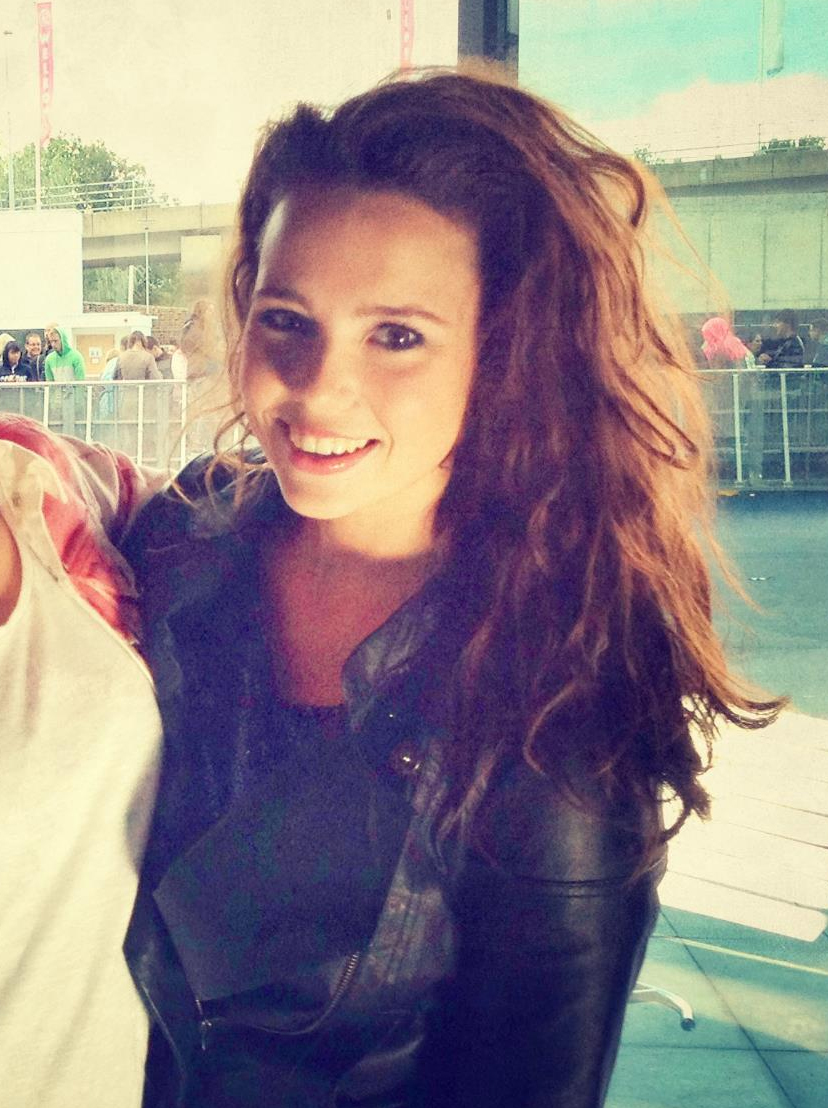
Gwen van Poorten

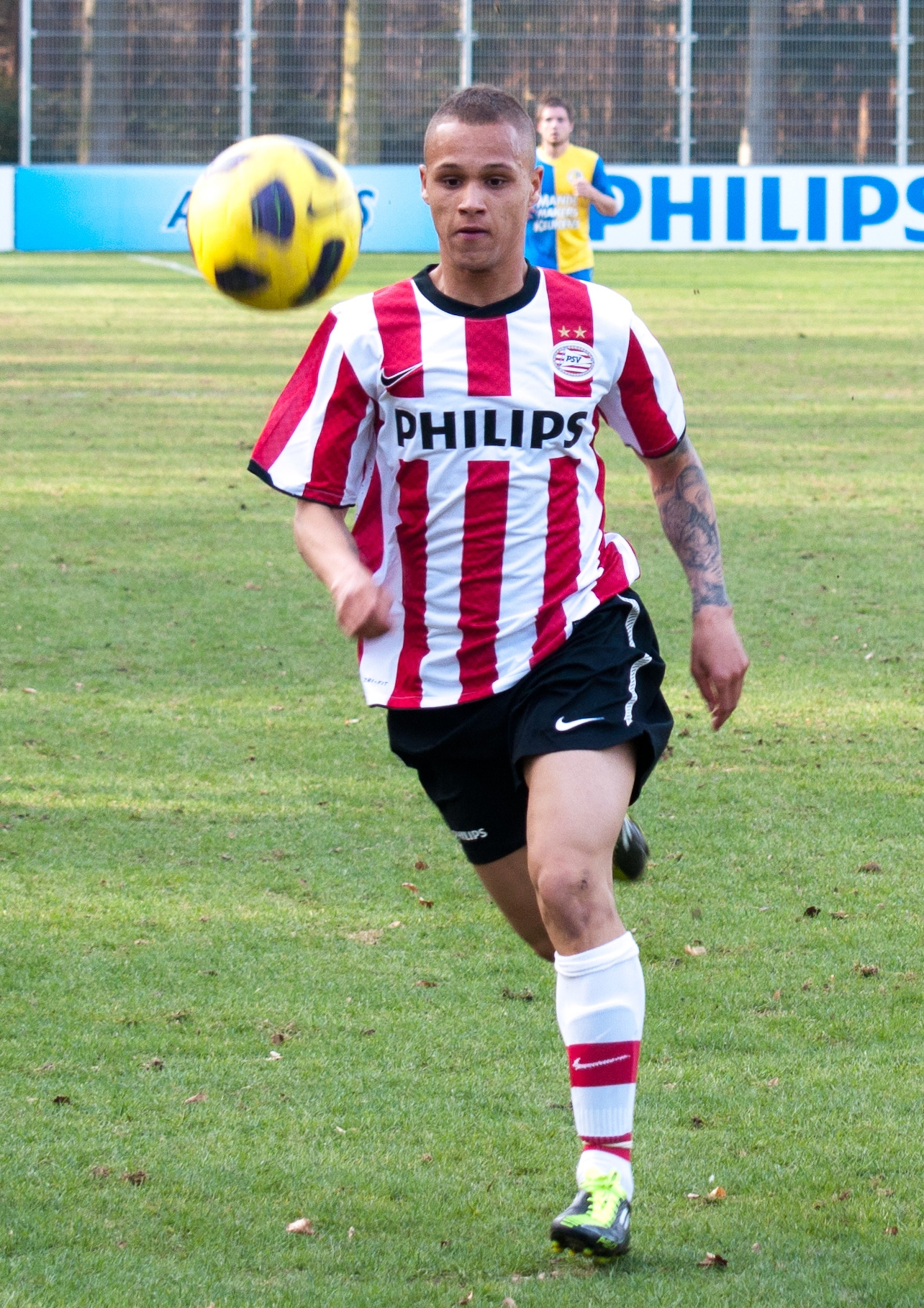
Anthony van den Hurk

Deze lijst van Veghelaren geeft een overzicht van bekende personen die in de Nederlandse plaats Veghel zijn geboren, wonen of hebben gewoond. De lijst is gerangschikt naar geboortedatum.

## Geboren in Veghel
Personen die zijn geboren in Veghel, ingedeeld per periode.

### Voor 1800
- Cornelis Johannes Krayenhoff (1722-1782), majoor-ingenieur[2]

### 1800-1849
- Jan Olphert de Jong van Beek en Donk (1806-1886), politicus
- Jhr.Mr. E.J.C.M. de Kuijper (1817-1893), commissaris van de Koning
- Petrus Nicolaas van den Boer (1846-1926), schilder
- Hubertus van Stiphout (1849-1926), rooms-katholiek geestelijke en kanunnik te Airdrie, Schotland[3][4]

### 1850-1899
- Antoon van Hout (1873-1933), oprichter HoutBrox
- Gijsbert van den Boer (1878-1952), oprichter Koninklijke Van den Boer Groep
- Paul Rink (1861-1903), schilder, tekenaar en lithograaf

### 1900-1949
- Johannes Wessels Boer (1901-1958), ingenieur en directeur NS
- Theodorus van den Tillaart (1909-1991), bisschop van Atambua, West-Timor
- Ton Smits (1921-1981), cartoonist en striptekenaar
- Jo van Lokven (1921-1995), politica
- Karel van Eerd (1938-2022), oprichter Jumbo Supermarkten
- Sjef Franssen (1938), politicus
- Fons Jacobs (1948), politicus

### 1950-1959
- Toon van Asseldonk (1953), politicus
- Ybo Buruma (1955), hoogleraar strafrecht aan de Radboud Universiteit Nijmegen
- Hans Bekx (1956), rallycoureur

### 1960-1969
- Koen Schoots (1960), dirigent
- Wim van de Donk (1962), commissaris van de Koningin van Noord-Brabant
- Hella van der Wijst (1964), televisiepresentatrice en programmamaakster
- Herna Verhagen (1966), bestuurder, o.a. CEO van PostNL
- Mirjam Müskens (1967), vicewereldkampioen taekwondo (1999) en olympisch deelneemster (2000)
- Rein van Duijnhoven (1967), voormalig doelman van o.a. Bundesliga-club VfL Bochum
- Jos Verhulst (1968), tafeltennisser
- Rian van Rijbroek (1969), zelfverklaard cyberdeskundige
- Marije Vlaskamp (1969), journaliste (RTL Nieuws en AD-correspondente in China)
- Earnest Stewart (1969), voetballer, technisch directeur PSV

### 1970-1979
- Daan Roovers (1970), filosofe; Denker des Vaderlands
- Erwin Verstegen (1970-1995), boogschutter
- Fred van Zutphen (1971), boogschutter
- Stefan Jansen (1972), voetballer
- Christel Verstegen (1973), boogschutter
- Dillianne van den Boogaard (1974), hockeyinternational
- Youssef Laaroussi (1975), voetballer
- Theo Lucius (1976), voetballer
- John Boerdonk (1977), golfer
- Brenny Evers (1978), voetballer

### 1980-1989
- Richard van der Heijden (1980), voetballer
- Thijs Verhagen (1981), wereldkampioen veldrijden bij de beloften 2002
- Paul Jans (1981), voetballer
- Joos van Barneveld (1982), voetballer
- Mounir Biyadat (1983), voetballer
- Nathalie van Gent (1986), musicalactrice
- Siham Raijoul (1986), televisiepresentatrice
- Rob Jetten (1987), politicus (D66)
- Gwen van Poorten (1989), televisiepresentatrice
- Mehmet Dingil (1989), voetballer

### 1990-1999
- Esther van Berkel (1990), volleybalster
- Annemiek Bekkering (1991), zeilster
- Alexander Mols (1991), voetballer
- Anthony van den Hurk (1993), voetballer

### Vanaf 2000
- Sam van Nunen (2001), zwemster

## Overleden in Veghel
Personen die in hun nadagen tijd doorbrachten in Veghel en er overleden.
- Johan Berben (1883-1941), architect
- Frits van Kemenade (1899-1991), politicus
- Coosje Wolters (1904-2004), eerste Nederlandse vrouw die motorfietsrijbewijs haalde
- Harrie van Weegen (1920-2010), politicus
- Ad Hermes (1929-2002), politicus
- Marcel van de Ven (1930-2000), abt-generaal van de norbertijnen
- Cees van der Velden (1941-2006), powerboatracer
- Theo the King (1944-2008), zanger en gitarist
- Sef Pijpers sr. (1929-2023), dirigent, muziekpedagoog en hoornist